# Новосильцев, Пётр Иванович
Пётр Иванович Новосильцев (1744—1805) — русский военный деятель, генерал-провиантмейстер, сенатор, действительный тайный советник.

## Биография
Происходил из мещанского сословия. Его отец Иван Васильевич Новосильцев — мещанин, проживавший в Мценске в царствование Елизаветы Петровны. Вместе с несколькими помощниками он участвовал в краже со взломом и за это преступление его судили и били кнутом. Его сообщников сослали в Сибирь, а Ивана Новосильцева, отправили в армию, где тот проявил себя так, что ему был присвоен офицерский чин. Мать — Дарья Даниловна Андреянова. Благодаря своим способностям Новосильцев сумел сделать карьеру.
Службу начал в 1758 году мценским канцелярским служителем, в 1767 году переведен коллежским регистратором в Канцелярию Опекунства иностранных, которой заведовал граф Г. Г. Орлов. Сделавшись секретарем канцелярии в 1769 году, он был в 1774 году пожалован в коллежские асессоры. Через два года, 21 октября 1776 года, был назначен прокурором в Верхний Земский суд Новгородского наместничества, в 1778 году— губернским прокурором, в 1780 году переведен на такую же
должность в Орловское наместничество, где в Болховскомм уезде имел земли (Знаменское (Наседкино), Григорово (Украинцева), Васьково). 3 февраля 1783 года был назначен Орловским вице-губернатором при С. А. Неплюеве.
Дальнейшему успеху Новосильцева весьма способствовал его брак с родственницей Марии Саввичны Перекусихиной, которая была близкой подругой Екатерины II. 31 декабря 1786 года он был пожалован дипломом в подтверждение потомственного дворянства. Российской империи. С 27 февраля 1785 года — вице-губернатор Санкт-Петербургской губернии и занимал эту должность до 16 августа 1793 года; 6 мая 1793 года был награждён орденом Св. Анны 1-й степени, 2 сентября 1793 года ему была пожалована деревня; имел также орден Св. Владимира 2-й и 3-й степеней. Был также генерал-провиантмейстером армии и членом Военной коллегии.
При своем вступлении на престол Павел I пожаловал Новосильцева 4 декабря 1796 года в тайные советники и назначил в Правительствующий сенат. За милостью, как часто бывало, последовала опала. В июле 1798 года он был уволен от службы, с повелением жить в отдаленных деревнях. При Александре I ему разрешено было иметь «въезд в обе столицы и везде, где он сам пожелает пребывание». В мае того же года он был опять назначен сенатором, a 27 февраля 1804 года пожалован в действительные тайные советники и кавалером ордена Св. Александра Невского.
Умер 14 (26) декабря 1805 года на 62 году в своем петербургском доме Литейной 22/19 и был похоронен на Лазаревском кладбище Александро-Невской лавры. По словам Ф. Ф. Вигеля, Новосильцев принадлежал к числу людей «более совестливых, более умеренных и благопристойных; тогда это было редкостью и могло почитаться почти за честность!» 

Нельзя было не полюбить Новосильцева за его редкий ум и необыкновенные дарования: они кривому подъячему открывали путь до степени Государственного человека и дали его семейству притязания и даже некоторое право на знатность. Я помню, с каким удовольствием отец мой говаривал об уме друга своего, Петра Ивановича; о других качествах его он слова не говорил, пусть и мне позволять в сем случае последовать его примеру.

## Семья

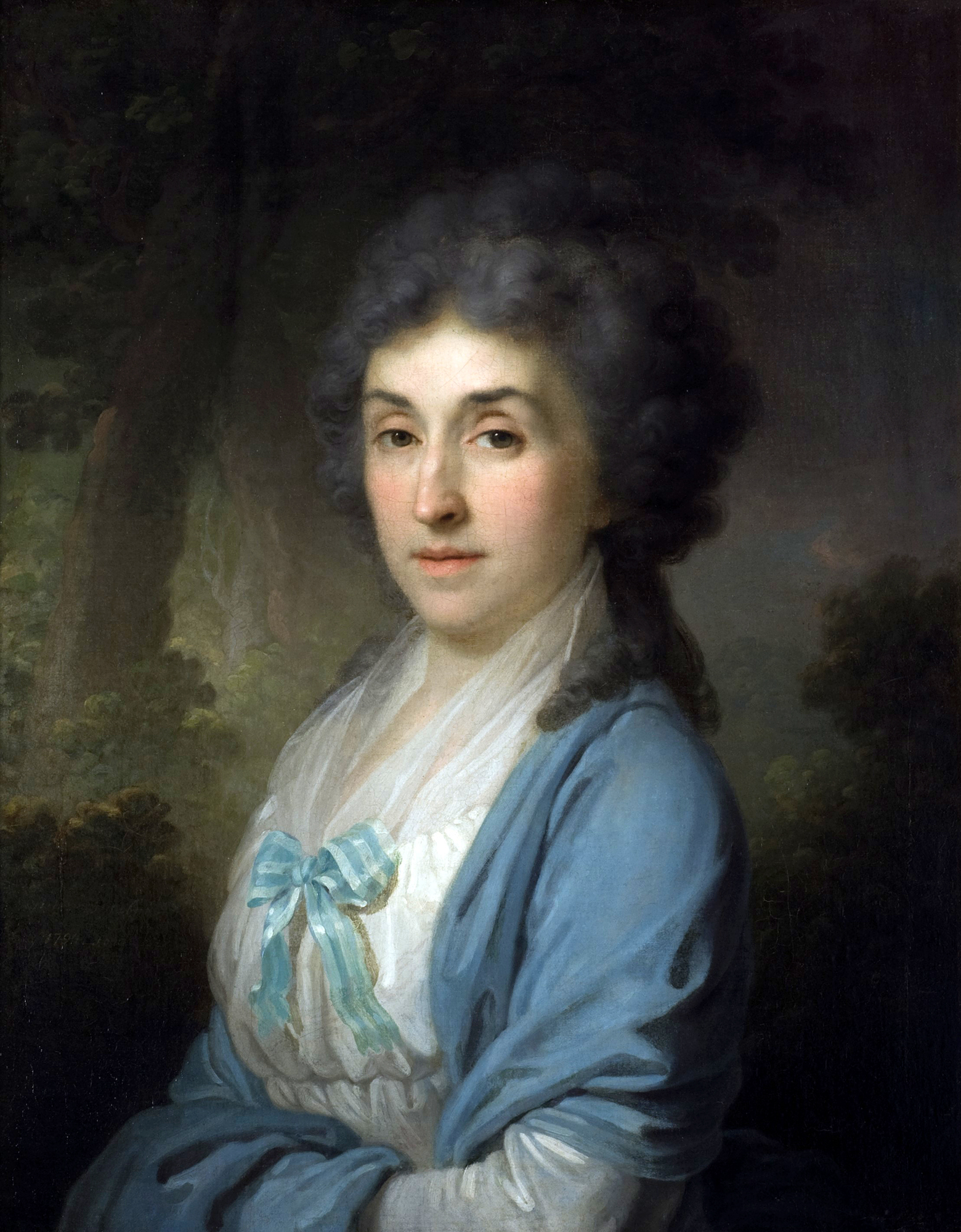
Екатерина Александровна

Жена — Екатерина Александровна Торсукова (02.11.1755—08.06.1842), происходила из дворянского рода Торсуковых, дочь генерал-майора и сестра Ардалиона Торсукова, женатого на племяннице известной М. С. Перекусихиной. Как и муж, Екатерина Александровна отличалась умом, в чем не отказывают ей все, без исключения, мемуаристы, а Вигель добавлял к этому, что его пугала жена Новосильцева, «не было ничего страшнее её взгляда и голоса, ничего добрее её сердца». Дожив до глубокой старости, Новосильцева пользовалась большим уважением в обществе. «В доме министра Новосильцева, на Миллионной, — вспоминал А. А. Фет, — мы были представлены его старухе матери, с весьма серьезным лицом, украшенного огромною на щеке бородавкой. В глаза бросалось уважение с которым гости относились к старухе, говорившей генералам «ты батюшка...». Похоронена в Александро-Невскоц лавре, на Тихвинском кладбище. В браке имела детей:
- Александр (1786—1830), сенатор.
- Василий (1788—1805), умер от ран.
- Николай (1789—1856), сенатор.
- Ардалион (1790—1812), штабс-капитан.
- Иван (1793—1824), отставной генерал-майор.
- Пётр (1797—1869), рязанский губернатор.

Дети
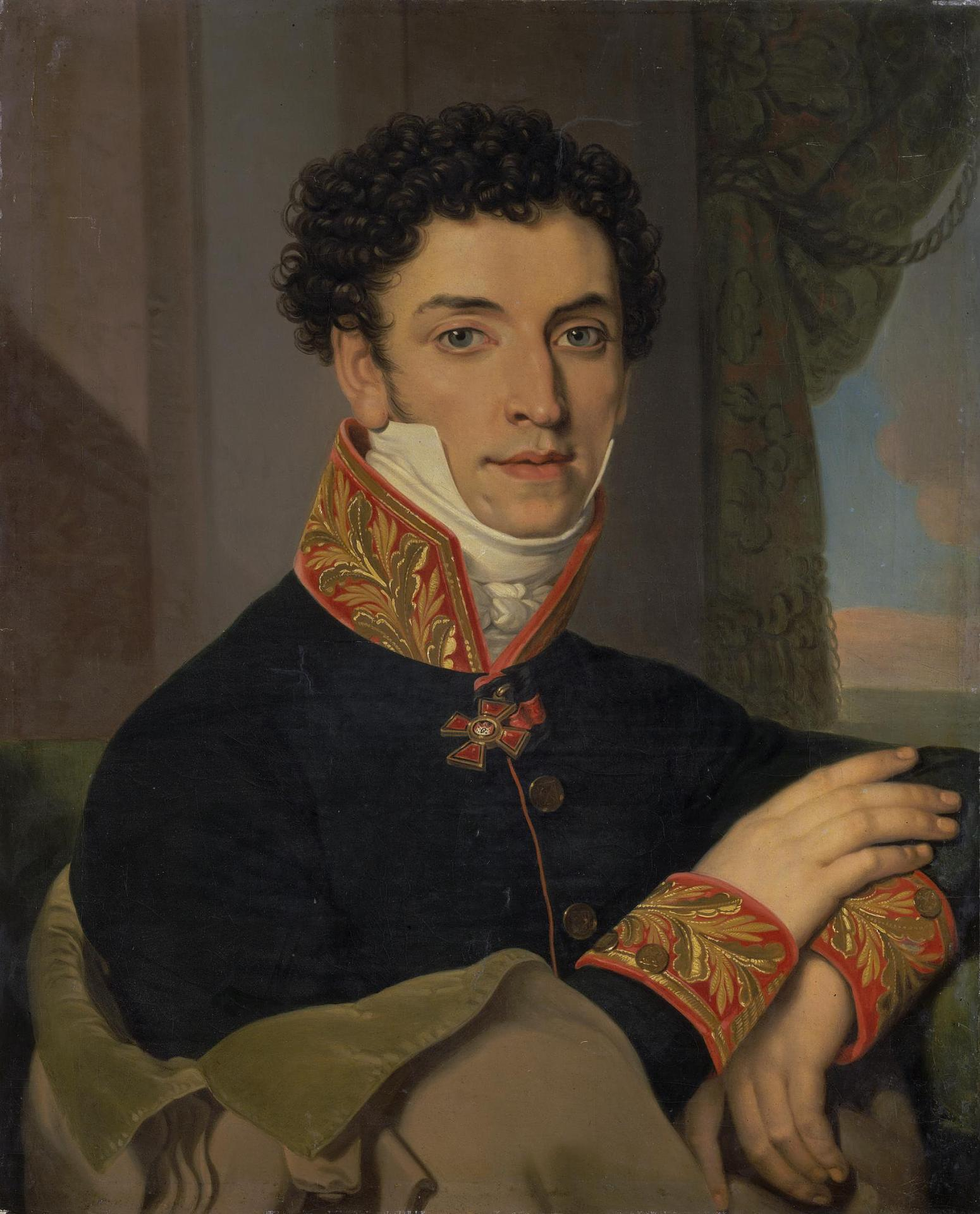
Николай
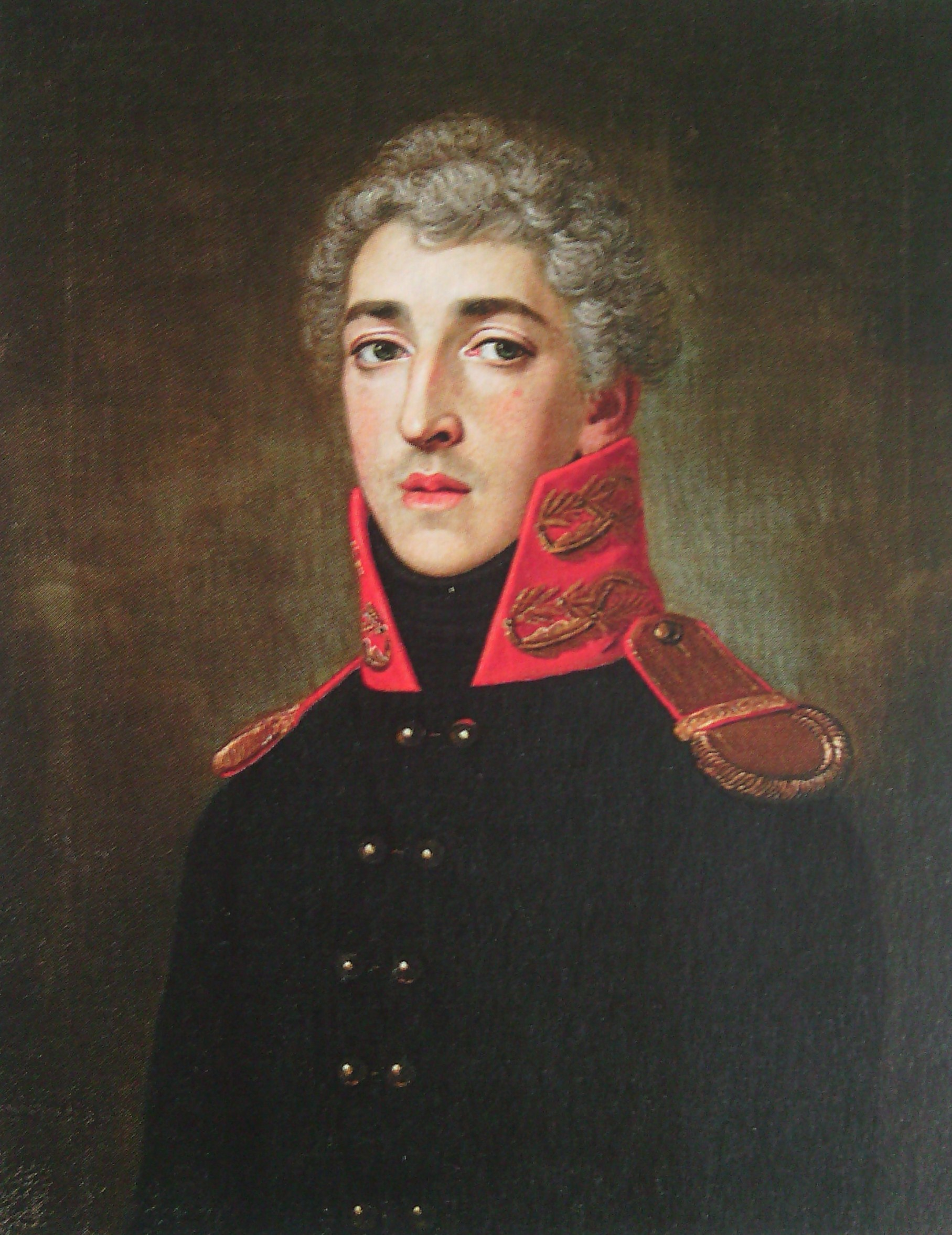
Ардалион
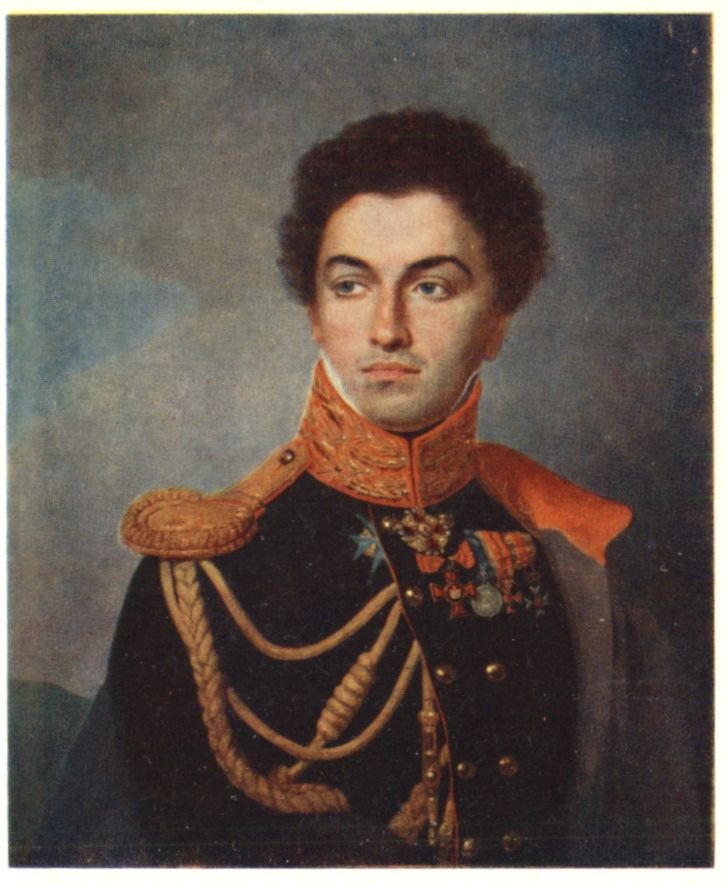
Иван
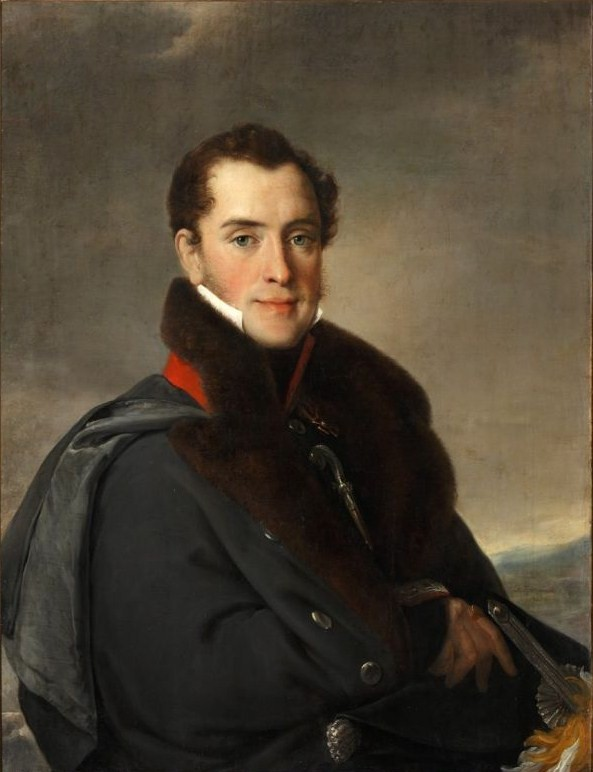
Пётр